# 六本松駅

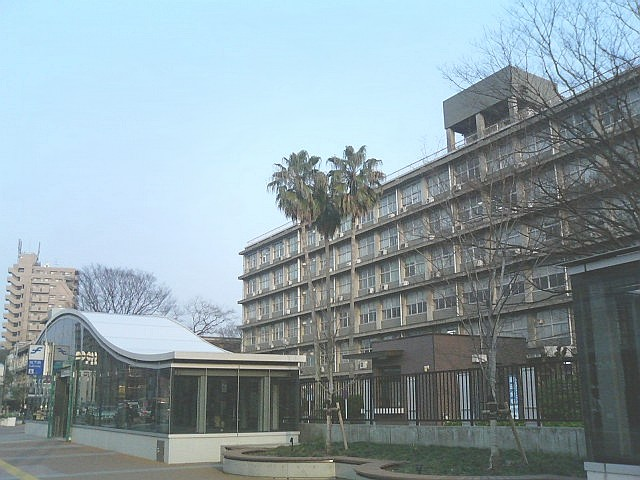
開業間もない頃の1番出入口（左側）。右側の建物は九州大学六本松キャンパス（現存せず）。

六本松駅（ろっぽんまつえき）は、福岡県福岡市中央区六本松四丁目にある福岡市地下鉄七隈線の駅。副駅名は「科学館前」、駅番号はN11。
駅のシンボルマークは空港線・箱崎線のシンボルマークをデザインした西島伊三雄が2001年に死去したため、それ以前に描かれていた原案を元に、息子で同じくグラフィックデザイナーの西島雅幸が完成させた。モチーフは地名に因んだ松の木。駅識別カラーは   DIC-2554（系統色名：青みの緑）で、薬院駅・茶山駅と共通。
天神南駅が管理し、JR九州サービスサポートが駅業務を受託する業務委託駅である。

## 歴史
1975年までは地上に路面電車である西鉄福岡市内線の六本松電停があった。なお、七隈線のうち天神南駅から六本松駅まではかつての福岡市内線の路線をトレースする形で建設されている。
- 1999年（平成11年）6月9日 - 2000年（平成12年）2月3日：設計期間（実施設計者：舛本建築設計事務所）[1]
- 2003年（平成15年）3月8日 - 2004年（平成16年）7月31日：施工期間（施工者：鹿島・三井住友・松尾 建設工事共同企業体）[1]
- 2005年（平成17年）2月3日：開業。開業時から業務委託駅[5]。
- 2017年（平成29年）9月26日 - 駅南側の再開発事業により大型複合施設・六本松421の商業エリアが開業したため3番出入口とエレベーターを新設し供用を開始した[6]。
- 2019年（令和元年）10月3日 - 副駅名を「科学館前」に設定[7]。

## 駅構造
島式ホーム1面2線を有する地下駅。出入口は国道202号を挟んで3か所に設けられており、南側（福岡高等裁判所・六本松421側）が1番と3番出口、北側が2番出口である。1番出口と3番出口にはエレベーター、2番出口にはエスカレーターが設けられている。
両出口近くに有料駐輪場がある。2番出口側の駐輪場のみ屋根が設けられている。
| 地階    | 出入口                       | 出入口                                     |
| 地下1階 | コンコース階                 | コンコース、案内所、自動券売機、自動改札口 |
| 地下1階 | コンコース階                 | トイレ（改札内）                           |
| 地下2階 | 1番ホーム                    | ■七隈線 博多方面（桜坂駅）→                |
| 地下2階 | 島式ホーム，右側のドアが開く |                                            |
| 地下2階 | 2番ホーム                    | ←■七隈線 橋本方面（別府駅）                |

- 各階の面積は、地上384平方メートル、地下1階3,303平方メートル、地下2階3,235平方メートル[1]。
- 利用者の目に留まる箇所に用いられる「個性化壁」には、ベージュの大理石（トラベルチーノロマーノ、300mm×300mm×厚さ10mm）を使用している[8]。

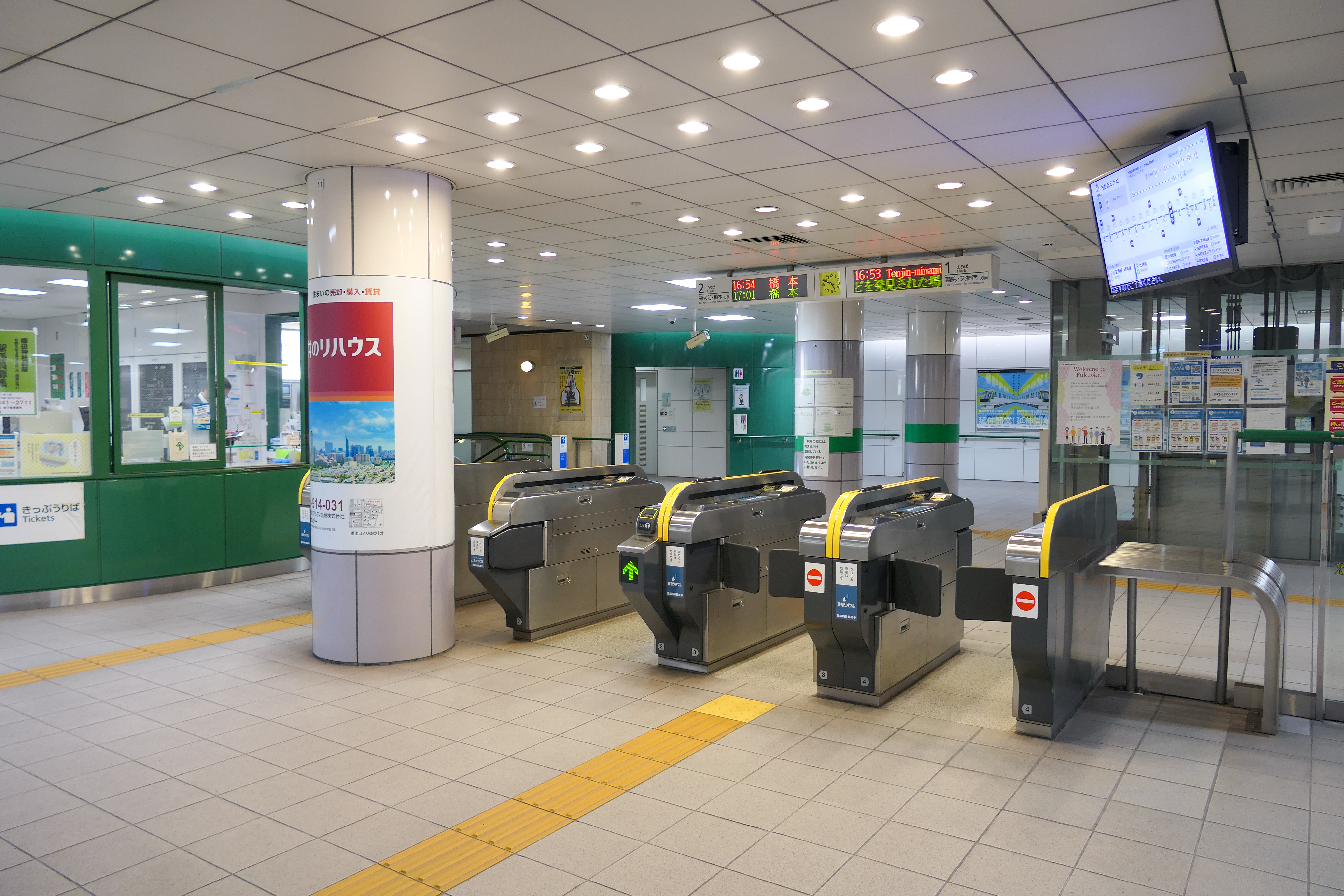
改札口（2022年12月）
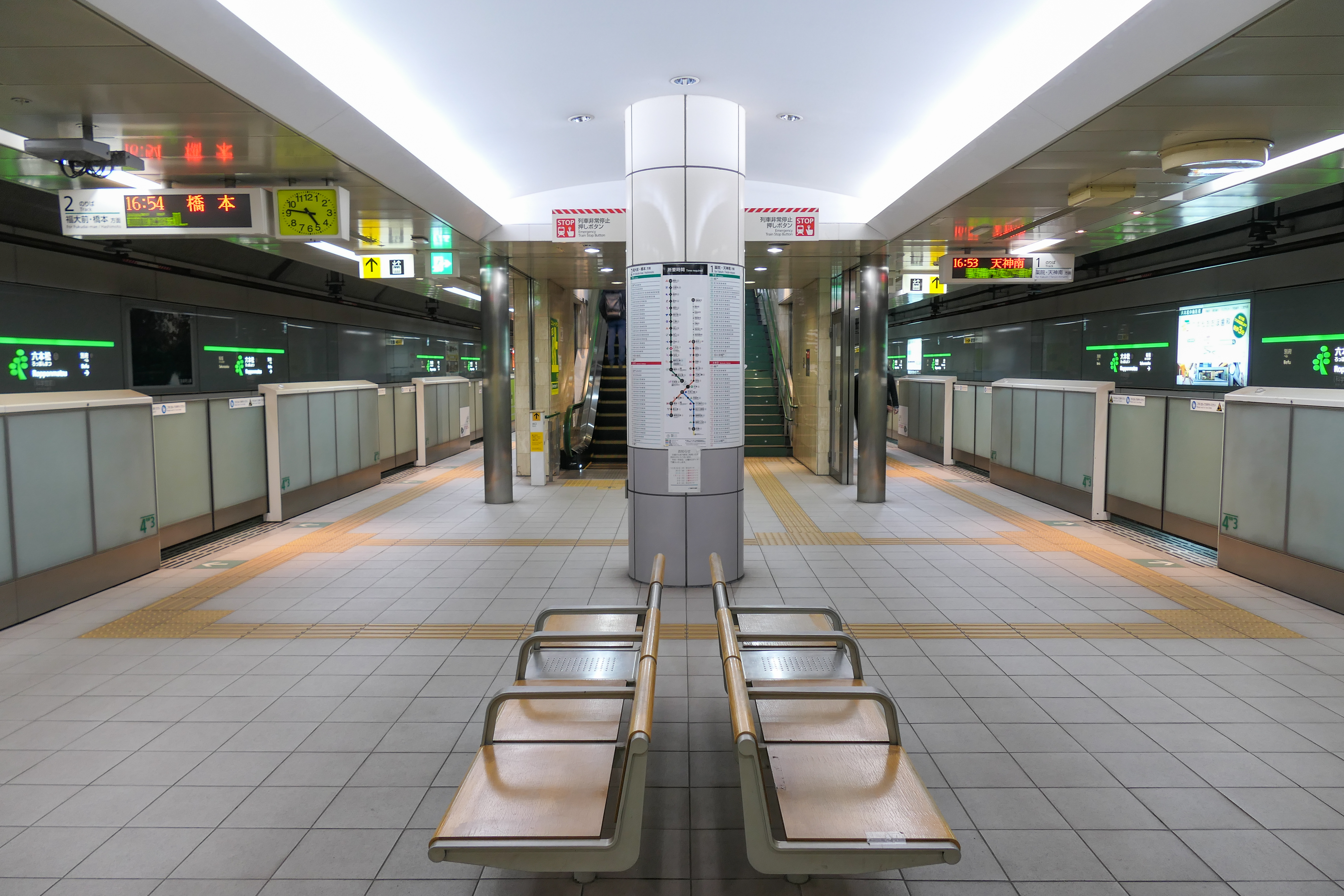
ホーム（2022年12月）
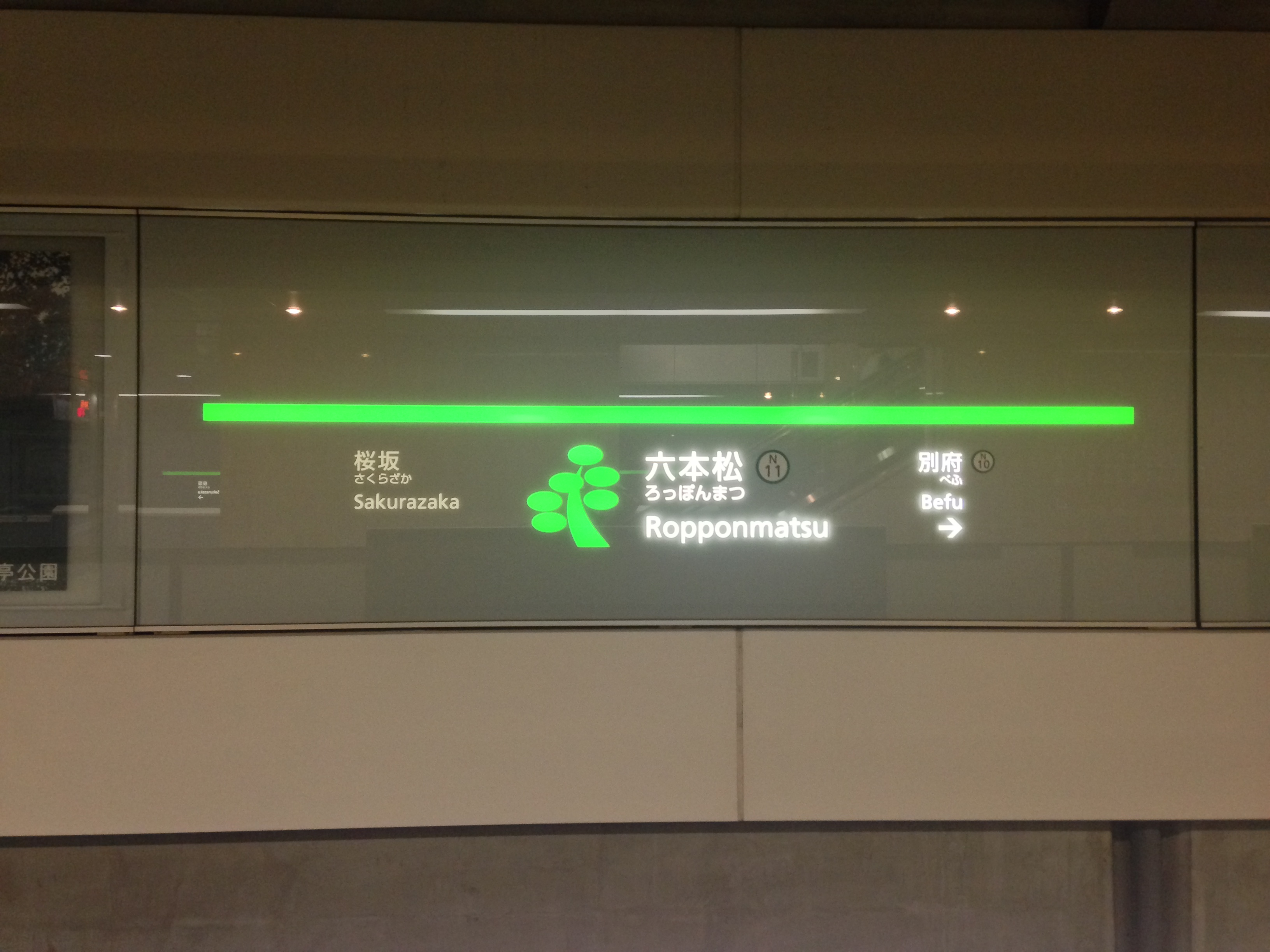
駅名標（2015年6月）

## 利用状況
2023年度の1日平均乗車人員は9,029人である。七隈線の駅としては博多駅、天神南駅、薬院駅に次ぐ第4位である。
開業以降の1日平均乗車人員の推移は下表のとおりである。
| 年度               | 1日平均 乗車人員 |
| ------------------ | ---------------- |
| 2004年（平成16年） | 3,149            |
| 2005年（平成17年） | 2,717            |
| 2006年（平成18年） | 3,323            |
| 2007年（平成19年） | 3,578            |
| 2008年（平成20年） | 3,742            |
| 2009年（平成21年） | 3,070            |
| 2010年（平成22年） | 3,158            |
| 2011年（平成23年） | 3,348            |
| 2012年（平成24年） | 3,453            |
| 2013年（平成25年） | 3,669            |
| 2014年（平成26年） | 4,136            |
| 2015年（平成27年） | 4,006            |
| 2016年（平成28年） | 4,396            |
| 2017年（平成29年） | 5,689            |
| 2018年（平成30年） | 6,650            |
| 2019年（令和元年） | 7,156            |
| 2020年（令和02年） | 5,393            |
| 2021年（令和03年） | 5,911            |
| 2022年（令和04年） | 6,551            |
| 2023年（令和05年） | 9,029            |

## 駅周辺
駅の北側には福岡大学附属大濠中学校・高等学校もあり、通学利用者が多い。駅は国道202号の六本松駅前交差点（旧称：六本松九大前交差点）直下に建設されている。南側には九州大学六本松キャンパスがあったが、伊都地区への移転により2009年（平成21年）9月に閉校となった。跡地では大規模な再開発事業が進行中で、分譲マンションや老人ホーム、大型複合施設の六本松421などが完成したため、2017年（平成29年）9月に3番出口が新設された。
- 1,2番出口共通
  - 別府橋（樋井川）

- 1番出口
  - 西鉄バス六本松バス停（国道202号西方面行き、油山観光道路方面行き各路線）
  - 油山観光道路
  - 六本松郵便局

- 2番出口
  - 城南線
  - 福岡銀行六本松支店
  - 福岡県警中央警察署六本松交番
  - 西鉄バス六本松バス停
    - 国道202号沿い、国体道路方面行き各路線（福岡銀行正面）
    - 城南線沿い両方向

  - エルショップ（スーパーマーケット）
  - 西日本シティ銀行六本松支店（旧福岡シティ銀行六本松支店→西日本シティ銀行草香江支店。2006年10月20日に旧草香江支店が六本松支店に統廃合）
  - 福岡大学附属大濠中・高等学校
  - 福岡市立草ヶ江小学校
  - 福岡縣護國神社
  - 国体道路
  - 福岡武道館
  - 福岡管区気象台
  - NHK福岡放送局
  - 大濠公園
    - 大濠公園日本庭園

  - 福岡市美術館
  - 福岡城址・舞鶴公園
  - 鴻臚館跡展示館
  - 福岡市立草香江小学校

- 3番出口
  - 六本松421 - 商業施設、福岡市科学館、九州大学法科大学院が一体化した大型複合施設。
  - 福岡高地家簡裁庁舎 - 福岡高裁、福岡地裁、福岡家裁など総合司法庁舎。
  - 福岡第2法務総合庁舎 - 福岡高検、福岡地検など法務総合庁舎。
  - 福岡県弁護士会館
  - 六本松公園

## 隣の駅
福岡市交通局
 七隈線
別府駅 (N10) - 六本松駅 (N11) - 桜坂駅 (N12)